# طارم گورسفید
طارن، روستایی از توابع بخش مرکزی شهرستان فیروزکوه در استان تهران ایران است.
این روستا شرقی ترین نقطه استان تهران از لحاظ مختصات جغرافیایی و مسکونی بودن است.
طارم  یکی از روستاهای شهرستان فیروزکوه و یکی از سه ییلاق طایفه افتری است. مردم در این روستا تنها سه ماه تابستان را در آن زندگی می‌کنند. یکی از سرچشمه‌های حبله‌رود از این روستا جاری می‌شود. کار بیشتر مردم روستا دامداری و کشاورزی است و از محصولات لبنی آن به سر ماست پنیر اروشه اشاره کرد.

## جمعیت
این روستا در دهستان پشتکوه قرار دارد و براساس سرشماری مرکز آمار ایران در سال ۱۳۸۵، جمعیت آن ۱۲۰ نفر (۴۹خانوار) بوده‌است.